# Stenoptilia elkefi
Stenoptilia elkefi là một loài bướm đêm thuộc họ Pterophoridae. Nó được tìm thấy ở Cộng hòa Síp, miền nam châu Âu, Jordan, Thổ Nhĩ Kỳ, Turkmenistan và Yemen.
Sải cánh dài 17–19 mm.